# Tělovýchovná jednota Sparta ČKD Praha 1969-1970
Questa voce raccoglie le informazioni riguardanti il Tělovýchovná jednota Sparta ČKD Praha nelle competizioni ufficiali della stagione 1969-1970.

## Stagione
Lo Sparta Praga raggiunge il terzo posto torneo nazionale ma non raggiunge la finale di coppa cecoslovacca. In questa stagione non partecipa a nessuna competizione europea.

## Calciomercato
Rispetto alla precedente stagione arrivano Vladimir Brabec, Petr Uličný e Jozef Jarabinský che arriva dal Dukla Praga. Vengono ceduti Ivan Mráz e Andrej Kvašňák che passa ai belgi del Mechelen.

## Rosa
| N. |                           | Ruolo | Calciatore         |
| -- | ------------------------- | ----- | ------------------ |
|    | Cecoslovacchia (bandiera) | P     | Vladimir Brabec    |
|    | Cecoslovacchia (bandiera) | P     | Antonin Kramerius  |
|    | Cecoslovacchia (bandiera) | D     | Václav Migas       |
|    | Cecoslovacchia (bandiera) | D     | Jan Tenner         |
|    | Cecoslovacchia (bandiera) | D     | Tibor Semendak     |
|    | Cecoslovacchia (bandiera) | D     | František Chovanek |
|    | Cecoslovacchia (bandiera) | D     | Oldřich Urban      |
|    | Cecoslovacchia (bandiera) | D     | Vladimir Táborsky  |
|    | Cecoslovacchia (bandiera) | C     | Svatopluk Bouska   |

| N. |                           | Ruolo | Calciatore       |
| -- | ------------------------- | ----- | ---------------- |
|    | Cecoslovacchia (bandiera) | C     | Václav Vrana     |
|    | Cecoslovacchia (bandiera) | C     | Pavel Dyba       |
|    | Cecoslovacchia (bandiera) | C     | Petr Uličný      |
|    | Cecoslovacchia (bandiera) | C     | Bohumil Veselý   |
|    | Cecoslovacchia (bandiera) | A     | Václav Mašek     |
|    | Cecoslovacchia (bandiera) | A     | Jozef Jarabinský |
|    | Cecoslovacchia (bandiera) | A     | Jaroslav Barton  |
|    | Cecoslovacchia (bandiera) | A     | Josef Jurkanin   |